# Paraboloide solare

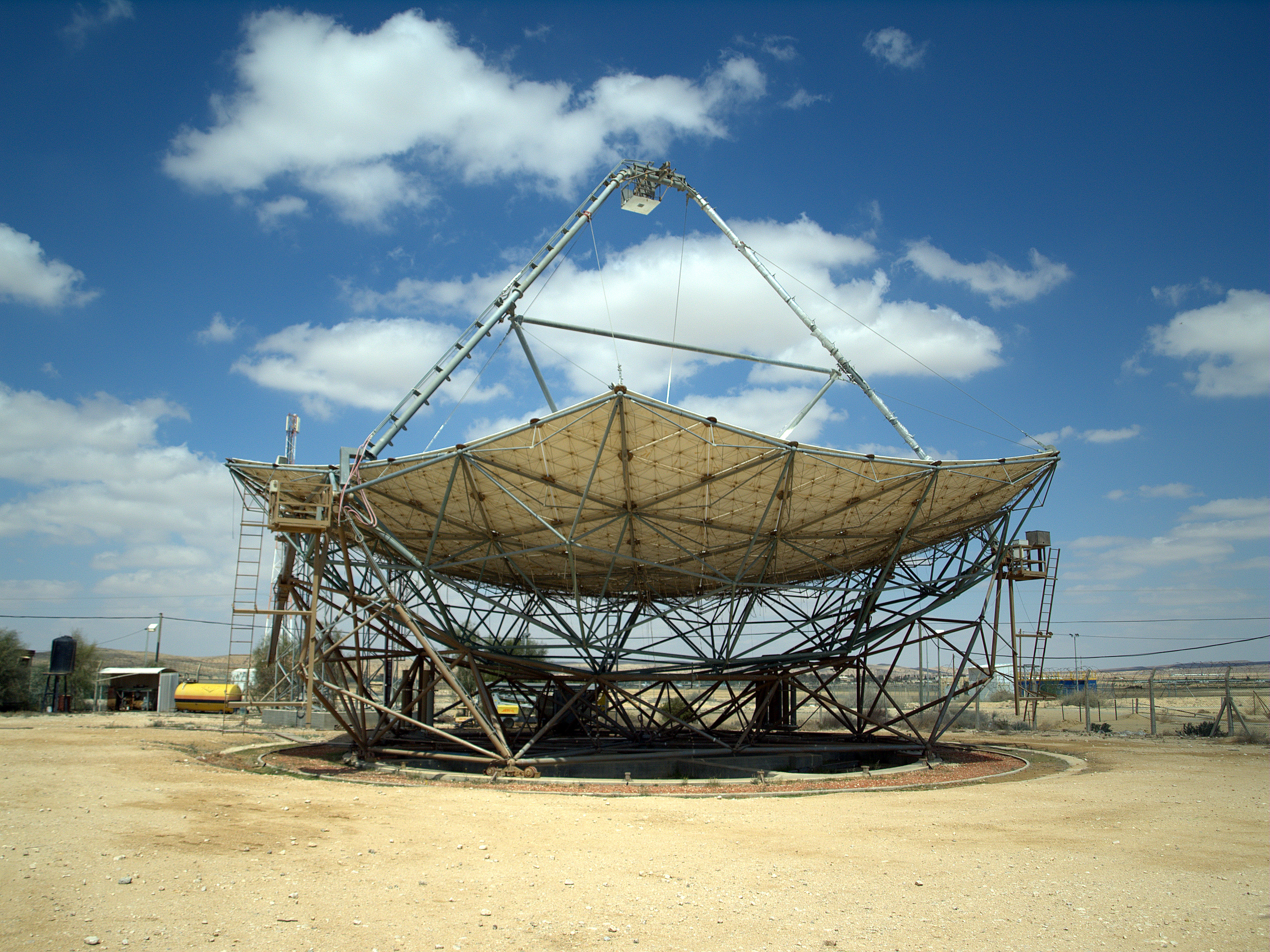
Il paraboloide solare più grande del mondo, al Ben-Gurion National Solar Energy Center a Sde Boker in Israele

Un paraboloide solare è una struttura per la concentrazione solare a forma di paraboloide, che consente di raccogliere i raggi solari per poi concentrarne la luce e il calore in un punto prestabilito, che coincide con il fuoco del paraboloide.
Il principio è simile a quello dello specchio ustorio.

## Applicazioni
Il paraboloide a concentrazione puntiforme è una tecnologia che utilizza l'energia solare convertendola in energia termica per ricavarne temperature di esercizio medio alte di 300 - 2.500 °C, in modo da poterle usare per la produzione di vapore, che a sua volta tramite turbina e generatore, produce energia elettrica; oppure tramite concentrazione fotovoltaica si può ricavare energia elettrica diretta, e contemporaneamente raffreddando il fotovoltaico si ottiene acqua calda.
Per ottimizzare l'esposizione, tramite supporto mobile e fotocellule, il funzionamento può imitare i girasoli nel seguire il sole. La superficie captante netta insegue il movimento apparente del sole.

## Esempio
Il paraboloide solare da 12 m² a concentrazione puntiforme, rappresentato in foto, è composto da:
- 130 eliostati con superficie piana 30×30 cm, fissati sui nodi di una struttura a reticolo spaziale, tramite testa sferica che permette la registrazione in fase di montaggio a struttura in costante puntamento col sole.
- una struttura spaziale che fissata su un montante consente il movimento su due assi.
- una caldaia, fissata al centro del fuoco tramite 4 aste, all'interno delle quali trovano alloggio, il fluido conduttore e i cavi per la parte elettronica. Nel punto focale la concentrazione è di circa 120 soli. In questo modo si possono produrre temperature di esercizio di 800/1000 °C, dipende dal fluido utilizzato (acqua e glicole o olio diatermico). L'acqua, che entra ed esce dalla caldaia attraverso due dei quattro supporti tubolari, scorre al suo interno a velocità regolabile in modo da ottenere la temperatura desiderata.
- Un meccanismo a due assi di rotazione, comandato da 4 fotocellule in equilibrio tra loro, che espone il paraboloide verso il sole (come fanno in pratica i fiori di girasole).